# Angelo Minich
Angelo Minich (Venezia, 30 settembre 1817 – Venezia, 28 ottobre 1893) è stato un politico italiano.
Fu senatore del Regno d'Italia nella XVI legislatura.

## Biografia
Nel 1840 si laureò in medicina dopo aver svolto i suoi studi presso le università di Padova e Pavia. Continuò i suoi studi concentrandosi sull'anatomia patologica in Austria, Germania, Belgio, Inghilterra.
Tornato in Italia ottenne il lavoro di medico chirurgo all'ospedale civile di Venezia, successivamente passò all'incarico di chirurgo delle carceri. Nel 1847 si dedicò all'insegnamento di chirurgia teorica all'Università di Padova. 
Nel 1848, con decreto del 13 giugno, il governo Manin gli diede l'incarico di protomedico militare e direttore dell'ospedale militare di Santa Chiara.
Nel 1850 ottenne l'incarico di primario in chirurgia, ruolo che mantenne fino al 1884.
Alla carriera da medico si affianca quella da politico, infatti fu assessore comunale, consigliere provinciale e nel 1889 senatore. 
Alla sua morte lasciò la sua eredità all'Istituto veneto di scienze, lettere ed arti.

## Premi a suo nome
- Concorso al premio Angelo Minich, su istitutoveneto.it.

## Onorificenze
- Istituto veneto di scienze, lettere ed arti, di cui fu presidente dal 1886 al 1888.